# Лукавица (Грачаница)
Лукавица је насељено мјесто у општини Грачаница, Федерација Босне и Херцеговине, БиХ.

## Географски положај
Смјештена је на брежуљцима планине Требаве.

## Становништво
| Националност       | 1991.          | 1981.          | 1971.          |
| Муслимани          | 2.927 (90,59%) | 2.828 (97,01%) | 2.255 (98,60%) |
| Срби               | 13 (0,40%)     | 10 (0,34%)     | 14 (0,61%)     |
| Хрвати             | 3 (0,09%)      | 2 (0,06%)      | 1 (0,04%)      |
| Југословени        | 73 (2,25%)     | 65 (2,22%)     | 11 (0,48%)     |
| остали и непознато | 215 (6,65%)    | 10 (0,34%)     | 6 (0,26%)      |
| Укупно             | 3.231          | 2.915          | 2.287          |

## Извор
- Књига: „Национални састав становништва — Резултати за Републику по општинама и насељеним мјестима 1991.", статистички билтен бр. 234, Издање Државног завода за статистику Републике Босне и Херцеговине, Сарајево.
- интернет — извор, „Попис по мјесним заједницама“ — https://web.archive.org/web/20131005002409/http://www.fzs.ba/Podaci/nacion%20po%20mjesnim.pdf